# 中医大·省医院站
中医大·省医院站位于中國四川省成都市青羊区，是成都地铁2号线、4号线、5号线的换乘车站，于2012年9月16日启用。

## 车站概要
本站位于一环路西二段、一环路西三段与十二桥路路口，邻近成都中医药大学（十二桥校区）和四川省人民医院。在2号线建设期间，本站曾使用工程名“中医学院站”。2012年，本站开通，正式名称确定为“中医大省医院”，即两地名的合称。后因该名称引起歧义（部分乘客认为其含义是“中医大省（的一所）医院”），2024年4月，本站改名为“中医大·省医院”，即在两个地名间增加了间隔号。
2号线车站于2012年9月16日启用，4号线车站于2015年12月26日启用，5号线车站于2019年12月27日启用。
截止2016年7月，中医大省医院站日均换乘客流约为20万人次，排名成都地铁各换乘站第三位。

## 车站结构
本站是地下二层分离式站厅，水平双岛式站台和分离式侧式站台车站：2号线与4号线使用负二层水平双岛式站台，可同向同台换乘；5号线使用负一层分离式侧式站台。2、4号线站台方向与5号线站台方向形成一定夹角。

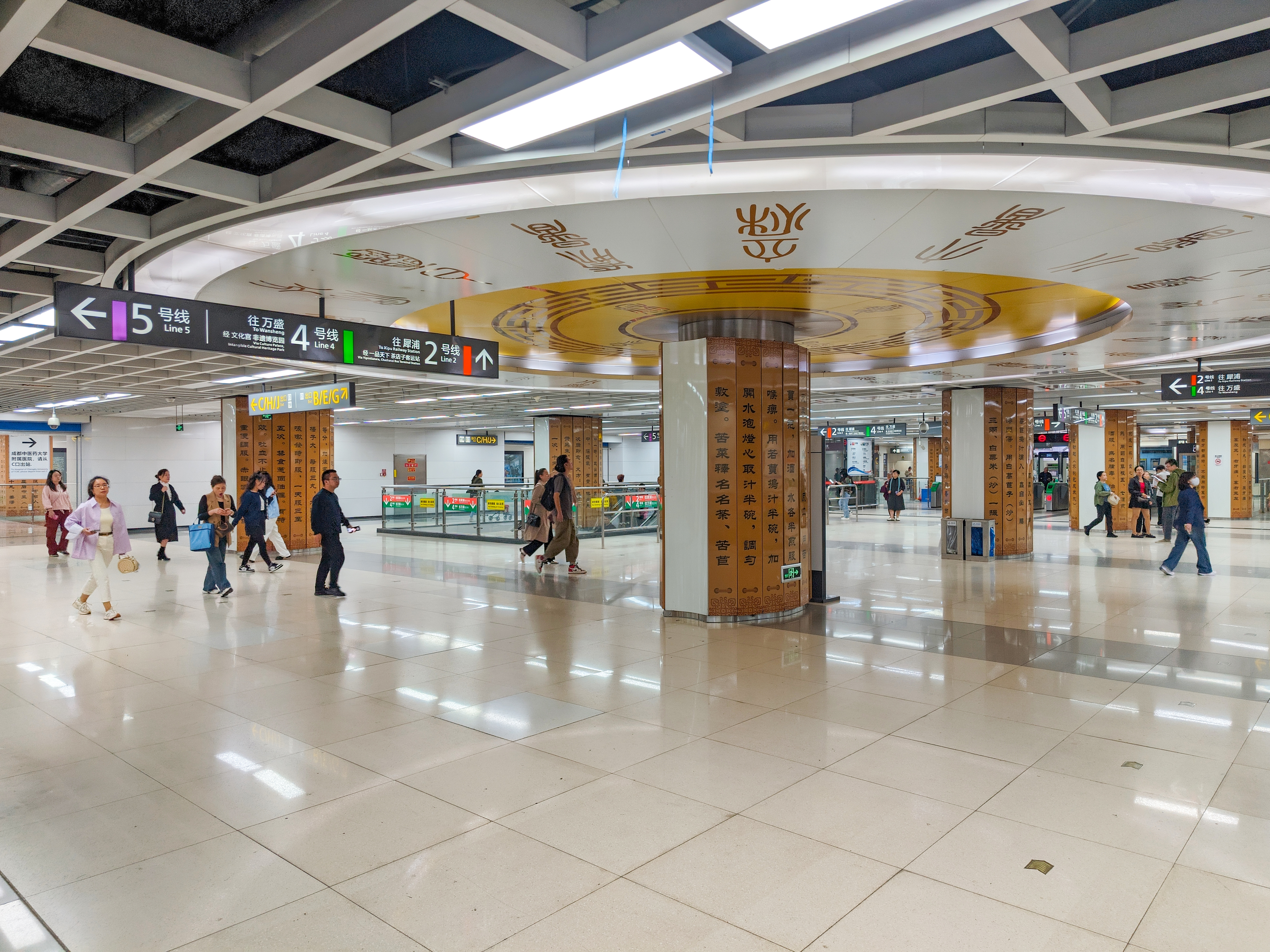
东站厅
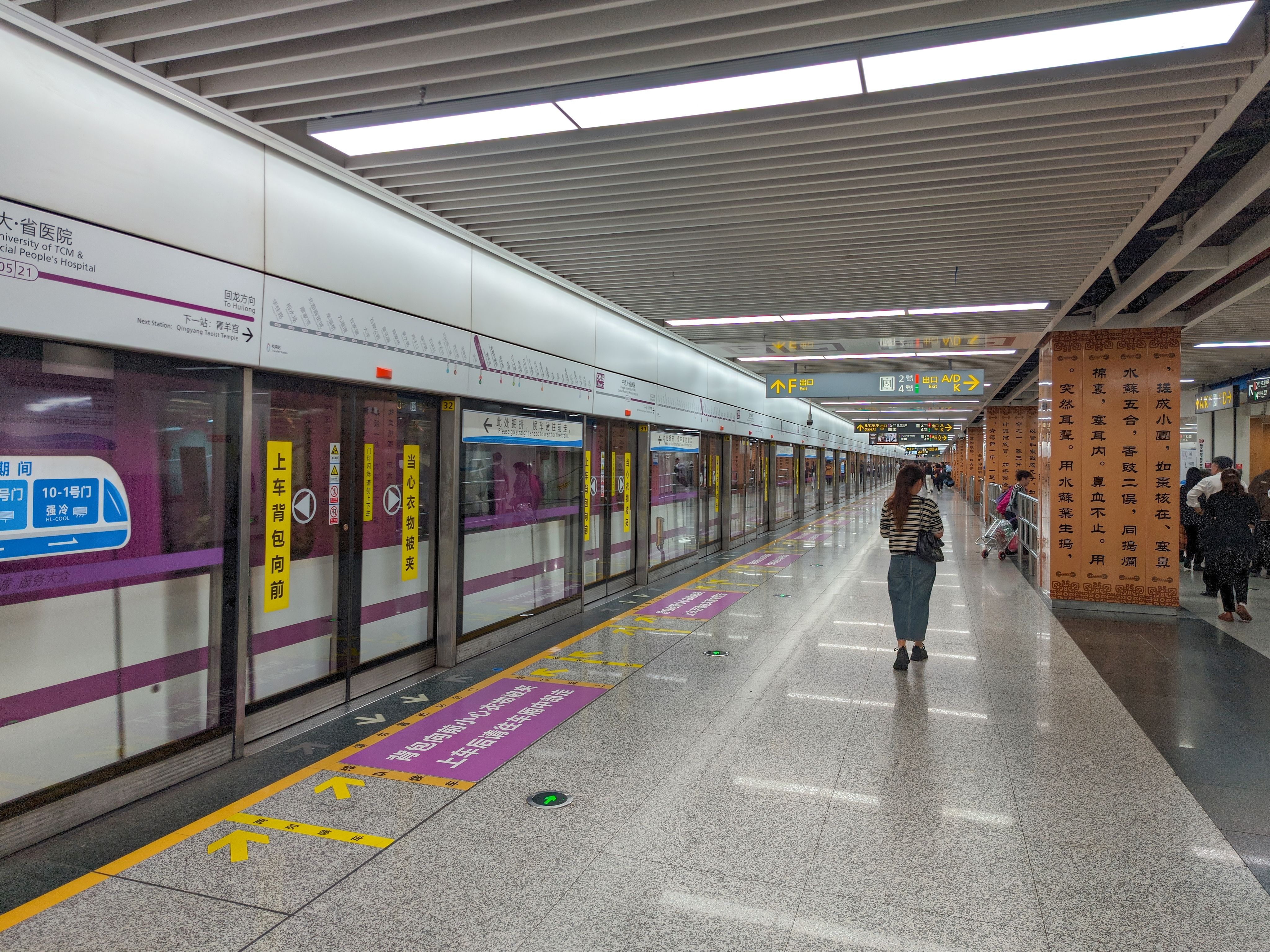
5号线回龙方向站台
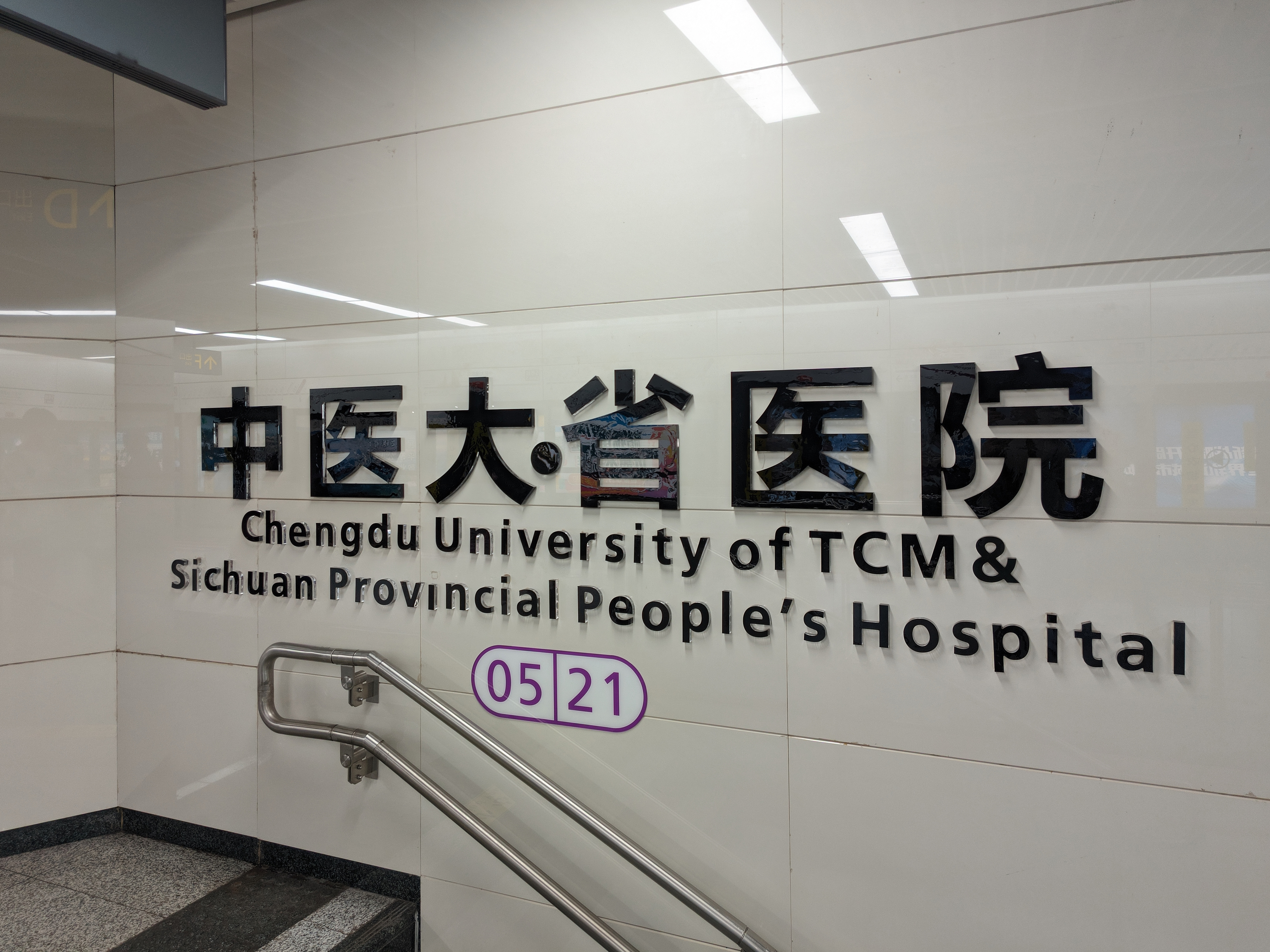
5号线大字壁

| 側式 · 開右邊车门 |  |                       |
|                   |  | 5号线往华桂路（抚琴） |

|                   |  | 5号线往回龙（青羊宫） |
| 側式 · 開右邊车门 |  |                       |

|                                |  | 4号线往万盛（草堂北路） |
| 島式 · ↑開左邊车门 ↓開右邊车门 |  |                         |
|                                |  | 2号线往犀浦（白果林）   |
|                                |  | 2号线往龙泉驿（通惠门） |
| 島式 · ↑開右邊车门 ↓開左邊车门 |  |                         |
|                                |  | 4号线往西河（宽窄巷子） |

- 东站厅
- 5号线回龙方向站台
- 5号线大字壁

## 内装与公共艺术
本站以传统的中医文化为设计出发点，在站厅内立柱上以木色底纹配上文字内容的方式装饰有《本草纲目》文字的竹简式造型，天花板上以二十四节气设计，体现出传统的中医文化氛围。

## 出入口
本站目前开放10个出入口，东西站厅均设有至地面的无障碍电梯，分别位于B、C出口之间和A、F出口之间的位置。2号线启用时开放A-D四个出入口，其中C出口位于现在的C、H出口之间，沿十二桥路朝西；D出口位于现在的D、K出口之间，沿一环路朝北。
|          |                     |                                                            |      |
|          |                     |                                                            |      |
|          |                     |                                                            |      |
| 编号     | 设施                | 指示                                                       | 照片 |
| 西站厅   |                     |                                                            |      |
|          |                     | 一环路西二段、清江东路                                     |      |
| 出口 · D |                     | 一环路西三段                                               |      |
| 出口 · F |                     | 一环路西二段、四川省人民医院                               |      |
| 出口 · K |                     | 清江东路                                                   |      |
| 东站厅   |                     |                                                            |      |
| 出口 · B |                     | 十二桥路、一环路西二段                                     |      |
| 出口 · C |                     | 十二桥路、成都中医药大学附属医院、成都中医药大学十二桥校区 |      |
| 出口 · E |                     | 十二桥路                                                   |      |
| 出口 · G |                     | 一环路西二段                                               |      |
| 出口 · H |                     | 十二桥路、一环路西三段、成都中医药大学附属医院             |      |
| 出口 · J | 无障碍卫生间 哺乳室 | 一环路西三段、成都中医药大学附属医院                       |      |

## 公交配套
5、11、13、27、34、42、43、47、58、59、64、78、81、G27、G28、G34